# Trifluoruro di rutenio
Il trifluoruro di rutenio è il composto inorganico con formula RuF3. In questo fluoruro il rutenio è nello stato di ossidazione +3. In condizioni normali è un solido di colore bruno scuro. È un composto estremamente reattivo e si decompone rapidamente in presenza di ossigeno e umidità.

## Sintesi
Il composto fu preparato per la prima volta nel 1952 riducendo RuF5 con un eccesso di iodio.
{\displaystyle {\ce {5RuF5 + I2 -> 5 RuF3 + 2 IF5}}}
RuF5 si può ridurre anche con SF4. In questo caso si forma dapprima l'addotto SF3RuF6 che viene poi pirolizzato a 470 ºC. SF6 si libera come gas e rimane un residuo solido di RuF3.
{\displaystyle {\ce {RuF5 + SF4 -> SF3RuF6}}}
{\displaystyle {\ce {SF3RuF6 -> SF6 + RuF3}}}

## Struttura
RuF3 allo stato solido ha una struttura simile a quella di VF3 e FeF3, consistente in un impacchettamento esagonale pressoché compatto di atomi di fluoro, mentre gli atomi di rutenio sono in cavità ottaedriche, legati da ponti Ru–F–Ru non lineari. La struttura cristallina risulta romboedrica, gruppo spaziale R3c, con costanti di reticolo a = 541,0 pm, α = 54,68°, due unità di formula per cella elementare.